# Dirka po Italiji 1999
Dirka po Italiji 1999 (italijansko Giro d'Italia 1999) je 82. izvedba dirke po Italiji, tritedenske moške cestne kolesarske etapne dirke. Začela se je 15. maja v Agrigentu in končala 6. junija v Milanu. Sodelovalo je 162 kolesarjev iz 18-ih ekip. Rožnato majico je drugič osvojil Ivan Gotti (Team Polti), drugo mesto Paolo Savoldelli (Saeco Macchine per Caffè–Cannondale), tretje pa Gilberto Simoni (Ballan–Alessio). Vijolično majico je osvojil Laurent Jalabert (ONCE-Deutsche Bank), modro majico Fabrizio Guidi (Team Polti), zeleno majico pa Chepe González (Kelme–Costa Blanca).

## Ekipe
- Amica Chips–Costa de Almeria
- Ballan–Alessio
- Banesto
- Cantina Tollo–Alexia Alluminio
- Kelme–Costa Blanca
- Lampre-Daikin
- Liquigas
- Mapei–Quick-Step
- Mercatone Uno–Bianchi
- Mobilvetta Design–Northwave
- Navigare–Gaerne
- ONCE-Deutsche Bank
- Riso Scotti–Vinavil
- Saeco Macchine per Caffè–Cannondale
- Team Polti
- TVM–Farm Frites
- Vini Caldirola
- Vitalicio Seguros

## Etape
| Etapa | Datum    | Štart/Cilj                             | Razdalja    | Tip         | Tip                  | Zmagovalec                |             |
| ----- | -------- | -------------------------------------- | ----------- | ----------- | -------------------- | ------------------------- | ----------- |
| 1     | 15. maj  | Agrigento – Modica                     | 175 km      |             | ravninska etapa      | Ivan Quaranta (ITA)       |             |
| 2     | 16. maj  | Noto – Catania                         | 133 km      |             | ravninska etapa      | Mario Cipollini (ITA)     |             |
| 3     | 17. maj  | Catania – Messina                      | 176 km      |             | ravninska etapa      | Jeroen Blijlevens (NED)   |             |
| 4     | 18. maj  | Vibo Valentia – Terme Luigiane         | 186 km      |             | gorska etapa         | Laurent Jalabert (FRA)    |             |
| 5     | 19. maj  | Terme Luigiane – Massiccio del Sirino  | 144 km      |             | gorska etapa         | José Jaime González (COL) |             |
| 6     | 20. maj  | Lauria – Foggia                        | 257 km      |             | ravninska etapa      | Romāns Vainšteins (LAT)   |             |
| 7     | 21. maj  | Foggia – Lanciano                      | 153 km      |             | ravninska etapa      | Jeroen Blijlevens (NED)   |             |
| 8     | 22. maj  | Pescara – Gran Sasso d'Italia          | 253 km      |             | gorska etapa         | Marco Pantani (ITA)       |             |
| 9     | 23. maj  | Ancona – Ancona                        | 32 km       |             | posamični kronometer | Laurent Jalabert (FRA)    |             |
| 10    | 24. maj  | Ancona – Sansepolcro                   | 189 km      |             | gorska etapa         | Mario Cipollini (ITA)     |             |
| 11    | 25. maj  | Sansepolcro – Cesenatico               | 125 km      |             | ravninska etapa      | Ivan Quaranta (ITA)       |             |
| 12    | 26. maj  | Cesenatico – Sassuolo                  | 168 km      |             | ravninska etapa      | Mario Cipollini (ITA)     |             |
| 13    | 27. maj  | Sassuolo – Rapallo                     | 243 km      |             | gorska etapa         | Richard Virenque (FRA)    |             |
|       | 28. maj  | dan počitka                            | dan počitka | dan počitka | dan počitka          | dan počitka               | dan počitka |
| 14    | 29. maj  | Bra – Borgo San Dalmazzo               | 187 km      |             | gorska etapa         | Paolo Savoldelli (ITA)    |             |
| 15    | 30. maj  | Racconigi – Santuario di Oropa         | 160 km      |             | gorska etapa         | Marco Pantani (ITA)       |             |
| 16    | 31. maj  | Biella – Lumezzane                     | 232 km      |             | ravninska etapa      | Laurent Jalabert (FRA)    |             |
| 17    | 1. junij | Lumezzane – Castelfranco Veneto        | 215 km      |             | ravninska etapa      | Mario Cipollini (ITA)     |             |
| 18    | 2. junij | Treviso – Treviso                      | 45 km       |             | posamični kronometer | Sergij Gončar (UKR)       |             |
| 19    | 3. junij | Castelfranco Veneto – Alpe di Pampeago | 166 km      |             | gorska etapa         | Marco Pantani (ITA)       |             |
| 20    | 4. junij | Predazzo – Madonna di Campiglio        | 175 km      |             | gorska etapa         | Marco Pantani (ITA)       |             |
| 21    | 5. junij | Madonna di Campiglio – Aprica          | 190 km      |             | gorska etapa         | Roberto Heras (ESP)       |             |
| 22    | 6. junij | Darfo Boario Terme – Milano            | 170 km      |             | ravninska etapa      | Fabrizio Guidi (ITA)      |             |
|       | Skupaj   | Skupaj                                 | 3757 km     | 3757 km     | 3757 km              | 3757 km                   | 3757 km     |

## Razvrstitev po klasifikacijah
| Etapa  | Zmagovalec          | Rožnata majica ·  | Vijolična majica · | Zelena majica · | Modra majica · | Ekipno po času                      |
| ------ | ------------------- | ----------------- | ------------------ | --------------- | -------------- | ----------------------------------- |
| 1      | Ivan Quaranta       | Ivan Quaranta     | Ivan Quaranta      | Paolo Bettini   | ?              | Mercatone Uno–Bianchi               |
| 2      | Mario Cipollini     | Mario Cipollini   | Ivan Quaranta      | Paolo Bettini   | ?              | Saeco Macchine per Caffè–Cannondale |
| 3      | Jeroen Blijlevens   | Jeroen Blijlevens | Ivan Quaranta      | Paolo Bettini   | ?              | Navigare–Gaerne                     |
| 4      | Laurent Jalabert    | Jeroen Blijlevens | Ivan Quaranta      | Paolo Bettini   | ?              | Saeco Macchine per Caffè–Cannondale |
| 5      | José Jaime González | Laurent Jalabert  | Ivan Quaranta      | Paolo Bettini   | ?              | Saeco Macchine per Caffè–Cannondale |
| 6      | Romāns Vainšteins   | Laurent Jalabert  | Ivan Quaranta      | Paolo Bettini   | ?              | Team Polti                          |
| 7      | Jeroen Blijlevens   | Laurent Jalabert  | Ivan Quaranta      | Paolo Bettini   | ?              | Team Polti                          |
| 8      | Marco Pantani       | Marco Pantani     | Ivan Quaranta      | Paolo Bettini   | ?              | Banesto                             |
| 9      | Laurent Jalabert    | Laurent Jalabert  | Ivan Quaranta      | Paolo Bettini   | ?              | Banesto                             |
| 10     | Mario Cipollini     | Laurent Jalabert  | Ivan Quaranta      | Paolo Bettini   | ?              | Banesto                             |
| 11     | Ivan Quaranta       | Laurent Jalabert  | Ivan Quaranta      | Paolo Bettini   | ?              | Banesto                             |
| 12     | Mario Cipollini     | Laurent Jalabert  | Ivan Quaranta      | Paolo Bettini   | ?              | Banesto                             |
| 13     | Richard Virenque    | Laurent Jalabert  | Ivan Quaranta      | Chepe González  | ?              | Banesto                             |
| 14     | Paolo Savoldelli    | Marco Pantani     | Ivan Quaranta      | Chepe González  | ?              | Banesto                             |
| 15     | Marco Pantani       | Marco Pantani     | Ivan Quaranta      | Marco Pantani   | ?              | Vitalicio Seguros                   |
| 16     | Laurent Jalabert    | Marco Pantani     | Ivan Quaranta      | Marco Pantani   | ?              | Vitalicio Seguros                   |
| 17     | Mario Cipollini     | Marco Pantani     | Ivan Quaranta      | Marco Pantani   | ?              | Vitalicio Seguros                   |
| 18     | Sergij Gončar       | Marco Pantani     | Ivan Quaranta      | Marco Pantani   | ?              | Vitalicio Seguros                   |
| 19     | Marco Pantani       | Marco Pantani     | Marco Pantani      | Marco Pantani   | ?              | Vitalicio Seguros                   |
| 20     | Marco Pantani       | Marco Pantani     | Marco Pantani      | Marco Pantani   | ?              | Vitalicio Seguros                   |
| 21     | Roberto Heras       | Ivan Gotti        | Laurent Jalabert   | Marco Pantani   | ?              | Vitalicio Seguros                   |
| 22     | Fabrizio Guidi      | Ivan Gotti        | Laurent Jalabert   | Chepe González  | ?              | Vitalicio Seguros                   |
| Skupaj | Skupaj              | Ivan Gotti        | Laurent Jalabert   | Chepe González  | Fabrizio Guidi | Vitalicio Seguros                   |

## Končna razvrstitev
| Legenda | Legenda                                  | Legenda | Legenda                                       |
| ------- | ---------------------------------------- | ------- | --------------------------------------------- |
|         | Predstavlja vodilnega v skupnem seštevku |         | Predstavlja vodilnega v razvrstitvi Intergiro |
|         | Predstavlja vodilnega po točkah          |         | Predstavlja vodilnega v gorski razvrstitvi    |